# Sirop
Pour la forme pharmaceutique, voir Sirop (pharmacie galénique).
Pour les articles ayant des titres homophones, voir Siro, Sirot, Sirault et Siraut.

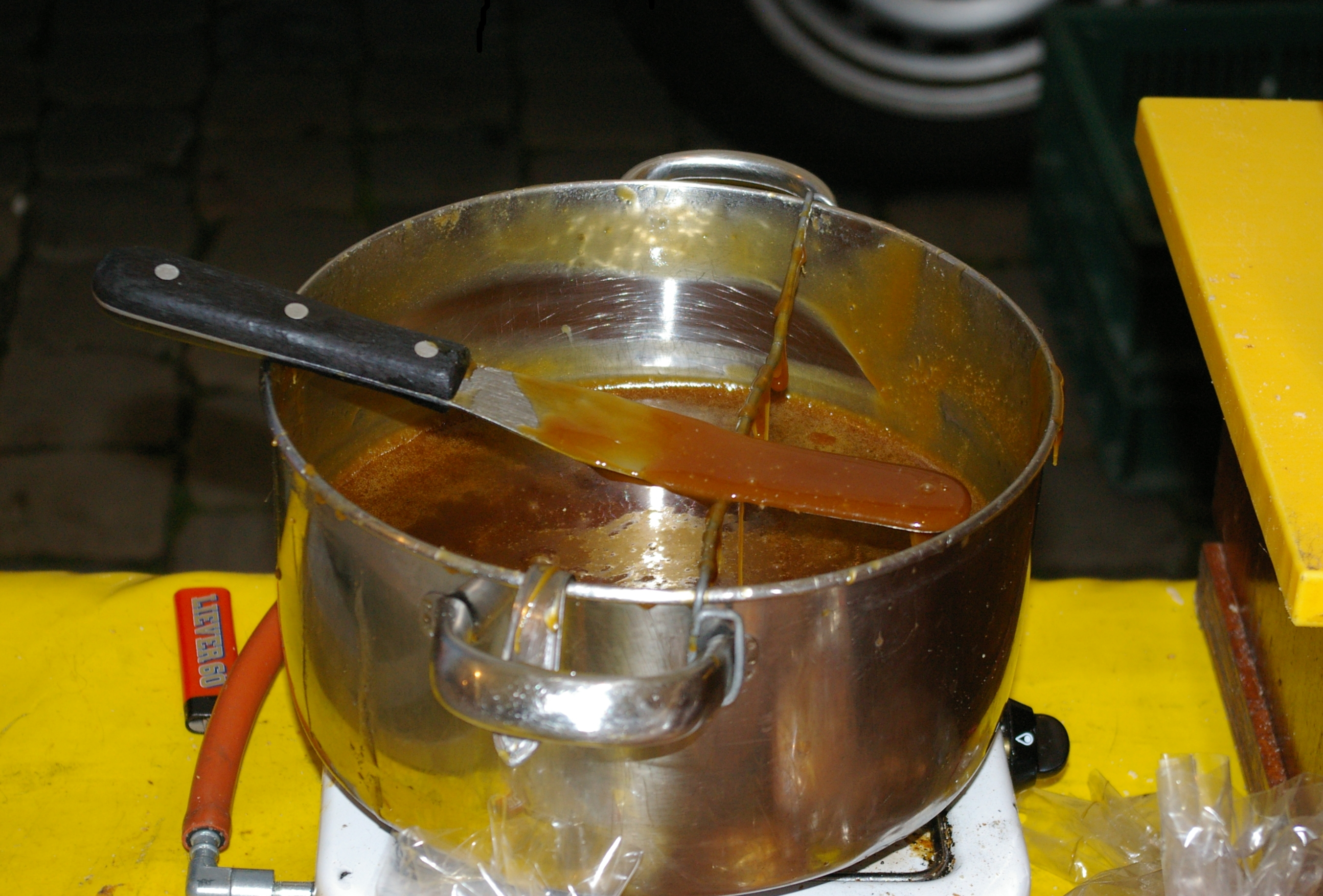
Casserole de sirop utilisé pour préparer des stroopwafels.

Le sirop au sens courant est un liquide visqueux et épais, servi allongé d'eau en boisson, souvent rafraîchissante. Le terme vient du latin siropus, lui-même dérivé du vocable arabe شراب [sharab] signifiant (boire et) boisson.
Différents sirops, comme le sirop de betterave et le golden syrup, sont des produits de la transformation de la betterave sucrière.
En pharmacopée, le terme « sirop » est aussi employé pour qualifier des liquides visqueux où le sucre est remplacé par d’autres ingrédients.

## Fabrication
Le sirop commun est obtenu en faisant dissoudre une importante quantité de sucre dans de l'eau additionnée ou non de sirop de sucre de fruits ou de plantes aromatiques, qui subit ensuite une cuisson à plein feu avant d'être filtrée et embouteillée.
Le produit peut aussi entrer directement dans la composition de préparations plus complexes comme la crème glacée.

## Cuisine et chimie
La viscosité provient des nombreuses liaisons hydrogène entre les molécules de sucre dissoutes, porteuses de groupements hydroxyle, et l'eau
En cuisine on définit la concentration d'un sirop par des termes imagés (filet, lissé, perlé, boulé, etc.), selon l'aspect et la consistance, et elle se mesure en degrés Baumé. Par exemple lorsque la température atteint 100 °C, le sirop est au stade de cuisson du nappé, qui correspond à 20° Baumé. Puis on passe au petit filet, puis au petit lissé (25° Baumé), au perlé, au grand lissé (30° Baumé), au filet (35° Baumé), etc.
Un sirop léger se fait avec 250 g de sucre par litre d'eau, un sirop concentré peut aller jusqu'à poids pour poids de sucre et d'eau. Pour éviter la cristallisation, il suffit d'ajouter un acide (jus de citron, acide citrique) et éviter les projections de sucre sur les parois du récipient de cuisson.
Une concentration suffisante en sucre permet la conservation des fruits ou des plantes utilisés pour la confection du sirop ; la stérilisation n'est pas nécessaire, le sucre faisant office de conservateur. Du fait de leur très forte teneur en sucre, les sirops se dénaturent très peu par attaque microbienne, et se conservent longtemps. Par osmose, l'eau est attirée vers l'extérieur des germes, ce qui les dessèche.

## Histoire
Pour retrouver la première trace des sirops, il faut remonter au temps des croisades au Moyen-Orient. À l'époque, les croisés découvrent un breuvage appelé « charâb », boisson en arabe. Ils y prennent tellement goût qu'ils vont conserver le mot en le transformant à la mode occidentale. « Charâb » devient « sirupus » puis « sirop ».
C'est bien plus tard, le 28 juillet 1908, que le terme « sirop » apparaît pour la première fois dans un texte réglementaire.

## Commerce et réglementation
En France, le produit voué à être commercialisé fait l'objet de 2 décrets : le décret no 92-818 du 8 août 1992 et le décret no 97-914 du 30 septembre 1997. Pour se voir attribuer la dénomination, la boisson sirupeuse doit obéir à une règle d'or : être réalisée à base de jus de fruits additionnés de sucre.
Un sirop ne peut être commercialisé que s'il respecte à la lettre la proportion de sucre imposée par les textes réglementaires. Un sirop d'agrumes contient 50 % de sucre minimum (sucre ajouté et sucre de fruits) et au moins 7 % de jus d'agrumes. Pour les autres sirops de fruits, la proportion de sucre monte à au moins 55 % et celle de jus de fruits à 10 % minimum. Pour les sirops portant le nom d'une graine ou d'une plante, cet ingrédient doit impérativement faire partie de la préparation. Contrairement aux autres sirops, les fabrications faisant apparaître la mention « bio » ne doivent contenir ni colorant ni conservateur et être élaboré avec des produits agricoles cultivés biologiquement. Un sirop sans mention particulière peut contenir des sucres différents du sucre de canne, de betteraves, comme les sucres de provenance céréalières : le sirop de glucose (du blé, du riz, d'orge, du maïs, etc.…) et d'isoglucose (glucose provenant de l'amidon du maïs, transgénique ou non).
En Suisse, le sirop de fruit doit avoir une teneur en jus de fruit de 30 % au moins.
Suivant les pays, le commerce propose différents types de sirops. Les Européens sont de gros consommateurs de sirops à base de fruits. Le sirop d'érable est quant à lui très prisé au Québec, alors que les Américains fabriquent du sirop de maïs.

## Typologie

### Sirops traditionnels
Des sirops sont obtenus à partir de betterave sucrière, de céréales, de plantes, d’arbres et de fruits suivant différentes techniques. Le goût sucré et la couleur de ces sirops sont nuancés (translucide, ambré, brun, plus foncé ou coloré) suivant leur origine et le degré de raffinage utilisé. Les sirops non-raffinés tels que le sirop de betterave sont riches en minéraux et souvent colorés ou le sirop de Garcinia kola d'origine africaine. La plupart de ces sirops sont connus depuis longtemps et ont été développés par diverses civilisations tel que l’amazake, d’origine asiatique, qui est obtenu par le mélange de riz et de kôji, d'autres, tels que le sirop de maïs, sont de facture plus récente.

#### Sirops de céréales
Les sirops de céréales sont principalement obtenus à partir de blé, de maïs, d’orge et de riz, par hydrolyse des glucides complexes qu’elles contiennent (glucane (amidon), Inuline (fructane)…). Ce sont le sirop de riz brun, le sirop d'orge malté, sirop de maïs et le sirop de glucose.

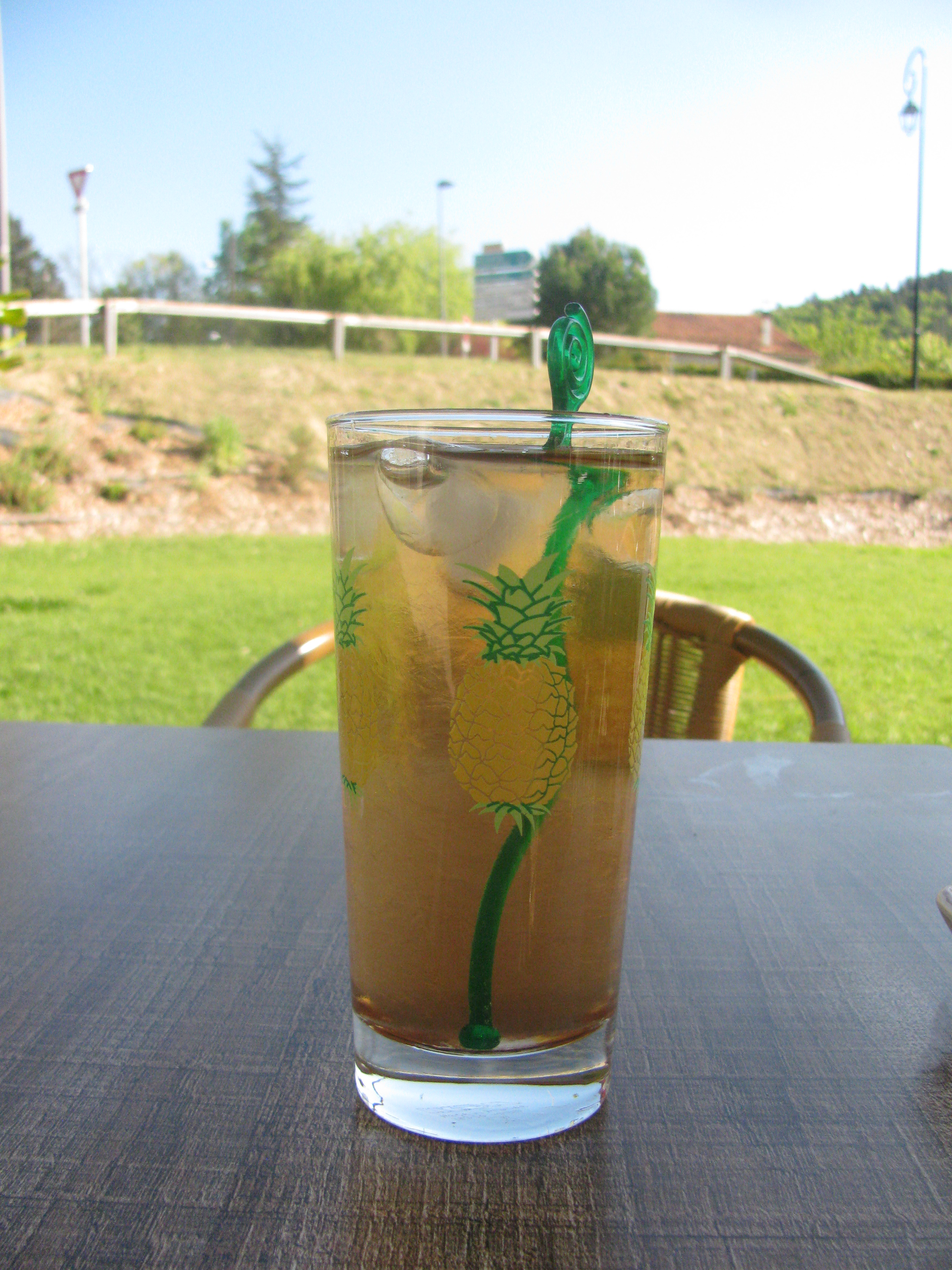
Sirop ménager de fraise des bois

#### Sirops de plantes
Les sirops de plantes sont principalement obtenus à partir de la tige (canne à sucre, sorgho commun), du tubercule (Smallanthus sonchifolius, Betterave sucrière) ou de l’ensemble de la plante (Agave).
- De la canne à sucre est extrait par pression le vesou (ou sirop de canne) qui une fois concentré est appelé le sirop de batterie[5].
- Du Sorgho commun, céréale Africaine connu au temps des Romains, est obtenu par pression le sirop de sorgho[6].
- Du Smallanthus sonchifolius, une plante de la Cordillère des Andes, est obtenu le sirop de poire de terre, un mélange sucrant de glucides complexes et simples[7].
- Du bulbe de la betterave sucrière, le saccharose est extrait à l'eau qui est ensuite soit transformée en sirop de betterave, soit chaulée et carbonatée puis transformée en sucre blanc et mélasse.
- Le jus obtenu par pressage de l’agave, un cactus mexicain, sert à fabriquer le sirop d'agave. Le jus est chauffé pour hydrolyser l'inuline (glucide complexe) en sucre simple et sucrant le fructose[8].

#### Sirops d’arbres
Les sirops d’arbres proviennent principalement de la sève du bouleau, de l'érable et des palmiers. De ces trois arbres, les sirops sont obtenus de la même façon; la sève récoltée est ensuite concentrée par chauffage. En Alaska, au Canada et en Russie de la sève du bouleau est fabriqué le sirop de bouleau. Au Canada, la sève de l'érable produit le sirop d'érable. En Asie, en Amérique du Sud, en Afrique du Nord et au Moyen-Orient, la sève des palmiers est utilisée pour produire le sirop de palmier.

#### Sirops de fruits
Les sirops de fruits proviennent des jus extraits du fruit et concentrés par chauffage pour donner un sirop épais et riche en glucide.
- À partir du raisin est obtenu le pekmez, l'arrope et le sapa.
- À partir de jus de pomme ou de poire, on fait le sirop de Liège.
- De la datte est fabriqué le sirop de datte.
- L'algarrobina, ou sirop de mesquite, est un sirop tiré du fruit du prosopis (gousse de mesquite), un arbre d'Amérique centrale, largement utilisé dans la cuisine péruvienne[11].
- Les graines de Garcinia kola sont transformées artisanalement pour la fabrication d'un sirop contre la toux

### Sirops aromatisés
Les sirops aromatisés sont destinés à la boisson et aux desserts. Ils sont fabriqués à partir de sucre et d'un additif alimentaire au goût particulier. On trouve, entre autres, du sirop de fraise, du sirop de grenadine, du sirop de menthe, du sirop de cassis, du sirop d'orgeat, du sirop de caramel, du sirop de chocolat, du sirop de gingembre.
Des arômes et des colorants sont souvent ajoutés afin que le sirop destiné aux boissons corresponde au goût et à la couleur du fruit original. Des tests sur des enfants ont montré que ceux-ci avaient du mal à reconnaître le parfum d'un sirop dont la couleur « normale » avait été modifiée, prenant un sirop de fraise orangé pour un sirop à la pêche[réf. nécessaire].

### Sirops pharmaceutiques

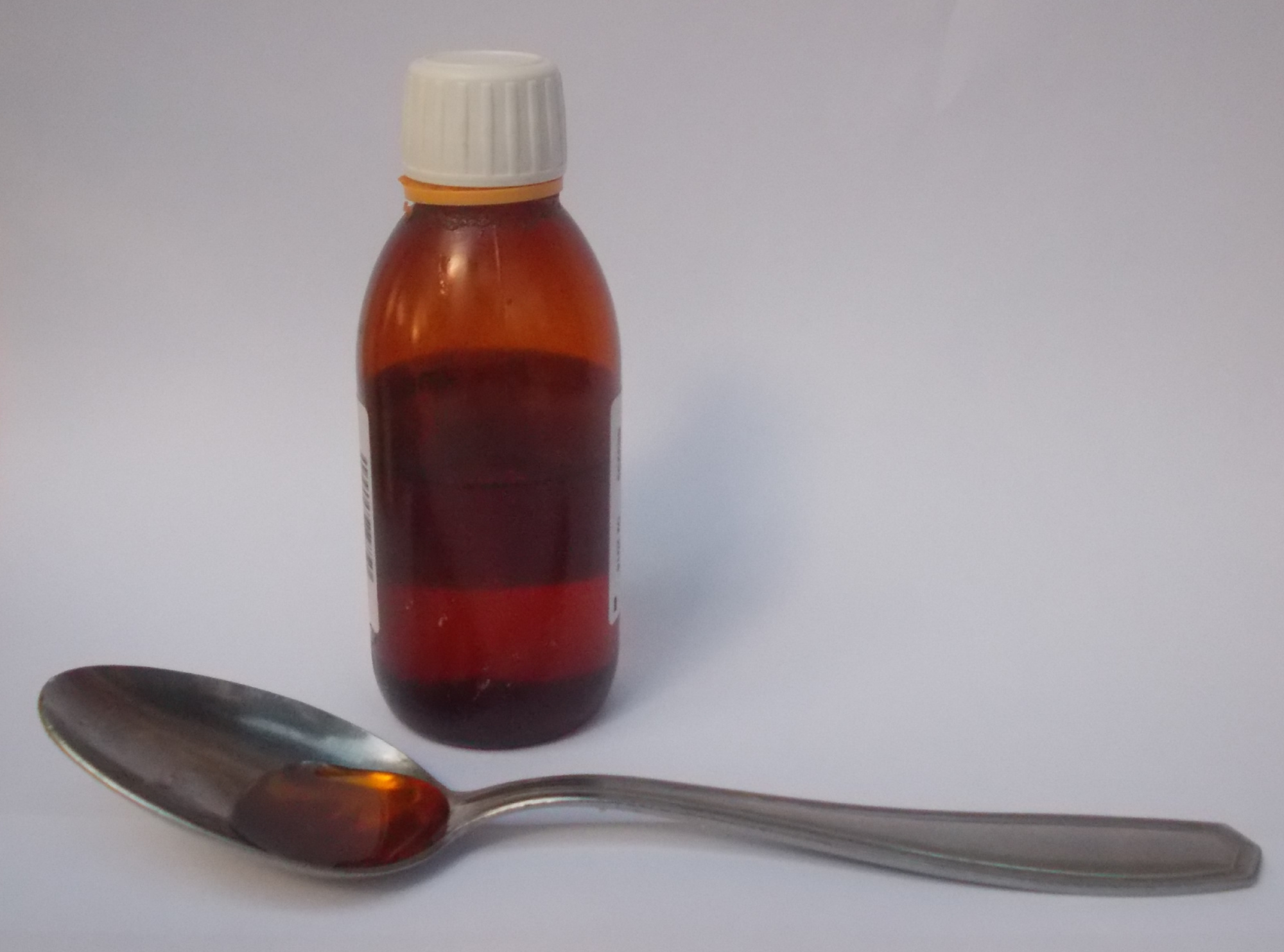
Un sirop contre la toux, avec une cuillère à soupe.

De nombreux médicaments sont présentés sous forme de sirop. La tendance est de les remplacer par des sirops sans sucre moins cariogènes, qui, bien évidemment, ne sont plus des sirops au sens strict du terme, mais des suspensions édulcorées grâce à l'aspartame, l'isomalt, l'acésulfame K, etc. et épaissies grâce à des gélifiants souvent extraits d'algues (carraghénanes par exemple) ou dérivés de la cellulose.